# Johan Rossouw
Johan Rossouw (* 20. Oktober 1965) ist ein ehemaliger südafrikanischer Leichtathlet, der sich auf den Sprint spezialisiert hat. 1993 wurde er erster südafrikanischer Afrikameister im 200-Meter-Lauf.

## Sportliche Laufbahn
Erste Erfahrungen bei internationalen Meisterschaften sammelte Johan Rossouw vermutlich im Jahr 1992, als er bei den Afrikameisterschaften in Belle Vue Maurel in 10,43 s die Bronzemedaille im 100-Meter-Lauf hinter dem Nigerianer Victor Omagbemi und Charles-Louis Seck aus dem Senegal gewann. Zudem siegte er mit der südafrikanischen 4-mal-100-Meter-Staffel in 39,57 s gemeinsam mit Gerhard Barnard, Glen Elferink und Tsakile Nzimande. Im Jahr darauf gewann er bei den Afrikameisterschaften in Durban in 20,65 s die Goldmedaille im 200-Meter-Lauf und sich mit der Staffel in 40,25 s gemeinsam mit Tshakile Nzimande, Johann Venter und Adrian Lambert die Bronzemedaille hinter den Teams aus Ghana und Nigeria sicherte. Anschließend wurde er bei den Weltmeisterschaften in Stuttgart über 200 Meter im Halbfinale disqualifiziert.

## Persönliche Bestzeiten
- 100 Meter: 10,06 s, 23. April 1988 in Johannesburg
- 200 Meter: 20,48 s (+1,9 m/s), 23. April 1988 in Johannesburg